# Coupe de France de football 1966-1967
Navigation
Coupe de France 1965-1966 Coupe de France 1967-1968
L'édition 1966-1967 de la Coupe de France est la 50e édition de la Coupe de France de football. Celle-ci est remportée par l'Olympique lyonnais, vainqueur du FC Sochaux-Montbéliard lors de la finale du 21 mai 1967.
Il s'agit de la deuxième Coupe de France remportée par les Lyonnais.

## Trente-deuxièmes de finale
| Division        | Club                   | Score      | Club                            | Division        |
| --------------- | ---------------------- | ---------- | ------------------------------- | --------------- |
| CFA (D3)        | SC Abbeville           | 2 - 1      | AS Cherbourg                    | Division 2 (D2) |
| Division 1 (D1) | AS Monaco FC           | 0 - 0 a.p. | OGC Nice                        | Division 1 (D1) |
| CFA (D3)        | EDS Montluçon          | 3 - 3 a.p. | GC Gond-Pontouvre               | CFA (D3)        |
| Division 1 (D1) | FC Nantes              | 4 - 0      | Toulouse FC                     | Division 1 (D1) |
| Division 1 (D1) | Stade de Paris FC      | 3 - 0      | US Quevilly                     | CFA (D3)        |
| Division 1 (D1) | Stade rennais UC       | 1 - 0      | Stade lavallois                 | CFA (D3)        |
| Division 1 (D1) | FC Rouen               | 3 - 0      | RC Calais                       | DH (D4)         |
| Division 1 (D1) | AS Saint-Étienne       | 1 - 0      | SC Toulon                       | Division 2 (D2) |
| CFA (D3)        | Stade saint-germanois  | 0 - 0 a.p. | CA Mantes-la-Ville              | DH (D4)         |
| Division 2 (D2) | Red Star OA            | 3 - 1      | FC Lorient                      | DH (D4)         |
| Division 1 (D1) | RC Paris-Sedan         | 10 - 2     | US Tavaux-Damparis              | CFA (D3)        |
| PHA (D5)        | FC Sète                | 2 - 0      | CA Le Puy-en-Velay              | DH (D4)         |
| Division 1 (D1) | FC Sochaux-Montbéliard | 2 - 0      | ASPTT Paris                     | DH (D4)         |
| Division 1 (D1) | RC Strasbourg          | 2 - 0      | RS Champigny-sur-Marne-Coeuilly | DH (D4)         |
| Division 1 (D1) | US Valenciennes-Anzin  | 1 - 1 a.p. | Stade de Reims                  | Division 1 (D1) |
| Division 1 (D1) | Olympique de Marseille | 1 - 1 a.p. | US Albi                         | DH (D4)         |
| Division 1 (D1) | Olympique lyonnais     | 3 - 1      | CO Saint-Dizier                 | CFA (D3)        |
| Division 2 (D2) | Limoges FC             | 1 - 0      | FC Tours                        | CFA (D3)        |
| Division 2 (D2) | AS Aix-en-Provence     | 1 - 0      | Nîmes Olympique                 | Division 1 (D1) |
| Division 2 (D2) | AC Ajaccio             | 1 - 0      | FC Metz                         | Division 2 (D2) |
| Division 1 (D1) | Angers SCO             | 2 - 1      | FC Girondins de Bordeaux        | Division 1 (D1) |
| Division 2 (D2) | AS Angoulême           | 3 - 0      | US Le Mans                      | CFA (D3)        |
| CFA (D3)        | FC Annecy              | 1 - 0      | AS Cannes                       | Division 2 (D2) |
| CFA (D3)        | AS Aulnoye             | 2 - 1      | AS Strasbourg                   | CFA (D3)        |
| Division 2 (D2) | Olympique avignonnais  | 3 - 0      | SSMC Miramas                    | CFA (D3)        |
| Division 2 (D2) | SEC Bastia             | 3 - 0      | US Concarneau                   | DH (D4)         |
| Division 1 (D1) | Lille OSC              | 2 - 1      | RCFC Besançon                   | Division 2 (D2) |
| Division 1 (D1) | RC Lens                | 1 - 0      | FC Dieppe                       | DH (D4)         |
| DH (D4)         | ESCN La Ciotat         | 2 - 0      | US Cazères                      | CFA (D3)        |
| Division 2 (D2) | FC Grenoble            | 2 - 1      | CS Pierrots Strasbourg          | CFA (D3)        |
| Division 2 (D2) | Entente Chaumont AC    | 3 - 1 a.p. | AC Cambrai                      | CFA (D3)        |
| CFA (D3)        | SC Challans            | 1 - 0      | Stade poitevin PEPP             | CFA (D3)        |
| Matches rejoués |                        |            |                                 |                 |
| Division 1 (D1) | US Valenciennes-Anzin  | 2 - 1      | Stade de Reims                  | Division 1 (D1) |
| Division 1 (D1) | AS Monaco FC           | 3 - 1      | OGC Nice                        | Division 1 (D1) |
| Division 1 (D1) | Olympique de Marseille | 4 - 0      | US Albi                         | DH (D4)         |
| CFA (D3)        | EDS Montluçon          | 2 - 1      | GC Gond-Pontouvre               | CFA (D3)        |
| CFA (D3)        | Stade saint-germanois  | 2 - 1      | CA Mantes-la-Ville              | DH (D4)         |

## Seizièmes de finale
| Division        | Club                   | Score      | Club                   | Division        |
| --------------- | ---------------------- | ---------- | ---------------------- | --------------- |
| Division 2 (D2) | AS Aix-en-Provence     | 2 - 1      | Limoges FC             | Division 2 (D2) |
| Division 1 (D1) | RC Strasbourg          | 1 - 0      | FC Annecy              | CFA (D3)        |
| Division 1 (D1) | FC Sochaux-Montbéliard | 2 - 1      | AC Ajaccio             | Division 2 (D2) |
| Division 1 (D1) | RC Paris-Sedan         | 2 - 1      | EDS Montluçon          | CFA (D3)        |
| Division 1 (D1) | FC Rouen               | 2 - 1      | Red Star OA            | Division 2 (D2) |
| Division 1 (D1) | Stade rennais UC       | 3 - 1      | Olympique avignonnais  | Division 2 (D2) |
| Division 1 (D1) | Stade de Paris FC      | 2 - 1      | US Valenciennes-Anzin  | Division 1 (D1) |
| Division 1 (D1) | FC Nantes              | 2 - 1      | ESCN La Ciotat         | DH (D4)         |
| Division 1 (D1) | AS Monaco FC           | 1 - 1 a.p. | AS Aulnoye             | CFA (D3)        |
| Division 1 (D1) | Olympique lyonnais     | 2 - 0      | AS Saint-Étienne       | Division 1 (D1) |
| Division 1 (D1) | Lille OSC              | 2 - 0      | Stade saint-germanois  | CFA (D3)        |
| Division 1 (D1) | RC Lens                | 1 - 1 a.p. | SC Abbeville           | CFA (D3)        |
| Division 2 (D2) | Entente Chaumont AC    | 4 - 0      | FC Sète                | PHA (D5)        |
| Division 2 (D2) | SEC Bastia             | 2 - 1      | SC Challans            | CFA (D3)        |
| Division 2 (D2) | AS Angoulême           | 2 - 0      | FC Grenoble            | Division 2 (D2) |
| Division 1 (D1) | Angers SCO             | 5 - 0      | Olympique de Marseille | Division 1 (D1) |
| Matches rejoués |                        |            |                        |                 |
| Division 1 (D1) | RC Lens                | 2 - 0      | SC Abbeville           | CFA (D3)        |
| Division 1 (D1) | AS Monaco FC           | 6 - 3      | AS Aulnoye             | CFA (D3)        |

## Huitièmes de finale
| Division        | Club                   | Score      | Club                | Division        |
| --------------- | ---------------------- | ---------- | ------------------- | --------------- |
| Division 1 (D1) | Angers SCO             | 1 - 0      | Lille OSC           | Division 1 (D1) |
| Division 1 (D1) | FC Sochaux-Montbéliard | 1 - 1 a.p. | Entente Chaumont AC | Division 2 (D2) |
| Division 1 (D1) | Stade de Paris FC      | 0 - 2      | Stade rennais UC    | Division 1 (D1) |
| Division 1 (D1) | AS Monaco FC           | 1 - 0      | AS Aix-en-Provence  | Division 2 (D2) |
| Division 1 (D1) | Olympique lyonnais     | 1 - 0      | FC Rouen            | Division 1 (D1) |
| Division 1 (D1) | RC Lens                | 2 - 1 a.p. | RC Paris-Sedan      | Division 1 (D1) |
| Division 2 (D2) | SEC Bastia             | 3 - 1      | RC Strasbourg       | Division 1 (D1) |
| Division 2 (D2) | AS Angoulême           | 1 - 1 a.p. | FC Nantes           | Division 1 (D1) |
| Matches rejoués |                        |            |                     |                 |
| Division 1 (D1) | FC Sochaux-Montbéliard | 2 - 1      | Entente Chaumont AC | Division 2 (D2) |
| Division 2 (D2) | AS Angoulême           | 1 - 0      | FC Nantes           | Division 1 (D1) |

## Quarts de finale
| Division        | Club                   | Score      | Club         | Division        |
| --------------- | ---------------------- | ---------- | ------------ | --------------- |
| Division 2 (D2) | AS Angoulême           | 2 - 0      | RC Lens      | Division 1 (D1) |
| Division 1 (D1) | Olympique lyonnais     | 1 - 0      | Angers SCO   | Division 1 (D1) |
| Division 1 (D1) | Stade rennais UC       | 2 - 1      | AS Monaco FC | Division 1 (D1) |
| Division 1 (D1) | FC Sochaux-Montbéliard | 1 - 1 a.p. | SEC Bastia   | Division 2 (D2) |
| Matches rejoués |                        |            |              |                 |
| Division 1 (D1) | FC Sochaux-Montbéliard | 0 - 0 a.p. | SEC Bastia   | Division 2 (D2) |
| Division 1 (D1) | FC Sochaux-Montbéliard | 1 - 0      | SEC Bastia   | Division 2 (D2) |

## Demi-finales
| Division        | Club                   | Score      | Club             | Division        |
| --------------- | ---------------------- | ---------- | ---------------- | --------------- |
| Division 1 (D1) | Olympique lyonnais     | 3 - 3 a.p. | AS Angoulême     | Division 2 (D2) |
| Division 1 (D1) | FC Sochaux-Montbéliard | 0 - 0 a.p. | Stade rennais UC | Division 1 (D1) |
| Matches rejoués |                        |            |                  |                 |
| Division 1 (D1) | FC Sochaux-Montbéliard | 4 - 3      | Stade rennais UC | Division 1 (D1) |
| Division 1 (D1) | Olympique lyonnais     | 1 - 1 a.p. | AS Angoulême     | Division 2 (D2) |
| Division 1 (D1) | Olympique lyonnais     | 1 - 1 a.p. | AS Angoulême     | Division 2 (D2) |

## Finale
Au Parc des Princes à Paris, le 21 mai 1967, l'olympique lyonnais a remporté sa deuxième Coupe de France aux dépens du FC Sochaux 3-1.
À l'occasion du cinquantenaire de la Coupe de France, le président de la République Charles de Gaulle assiste à la finale de la Coupe de France. Pour l'anecdote on retiendra qu'à la suite d'un dégagement du joueur lyonnais Hector Maison, le ballon a atterri dans les mains du président, qui tranquillement a renvoyé le ballon aux Sochaliens.
| Clubs              | Olympique lyonnais - FC Sochaux |
| Score              | 3-1 (1-1) |
| Date               | 21 mai 1967 |
| Stade              | Parc des Princes, Paris 32 523 spectateurs-Recette: 323 351 F |
| Arbitre            | M. Robert Lacoste |
| Buts               | Angel Rambert (22e), André Perrin (81e) et Fleury Di Nallo (89e) pour Lyon ; Louis Leclerc (33e) pour Sochaux. |
| Olympique lyonnais | Michel Zewulko - Erwin Kuffer, Marcel Le Borgne, Jacques Glyczinski - Lucien Degeorges, Hector Maison - René Rocco, Robert Nouzaret, André Perrin, Fleury Di Nallo , Angel Rambert Entraîneur : Louis Hon                     |
| FC Sochaux         | Elefterios Manolios - Alain Marconnet, Jean-Marie Zimmermann, Claude Quittet , Jacques Andrieux - Eugène Laffon, Robert Dewilder, Louis Leclerc, Maryan Wisnieski - Guy Lassalette, Ady Schmit Entraîneur : Georges Vuillaume |